# Moteur à pistons opposés

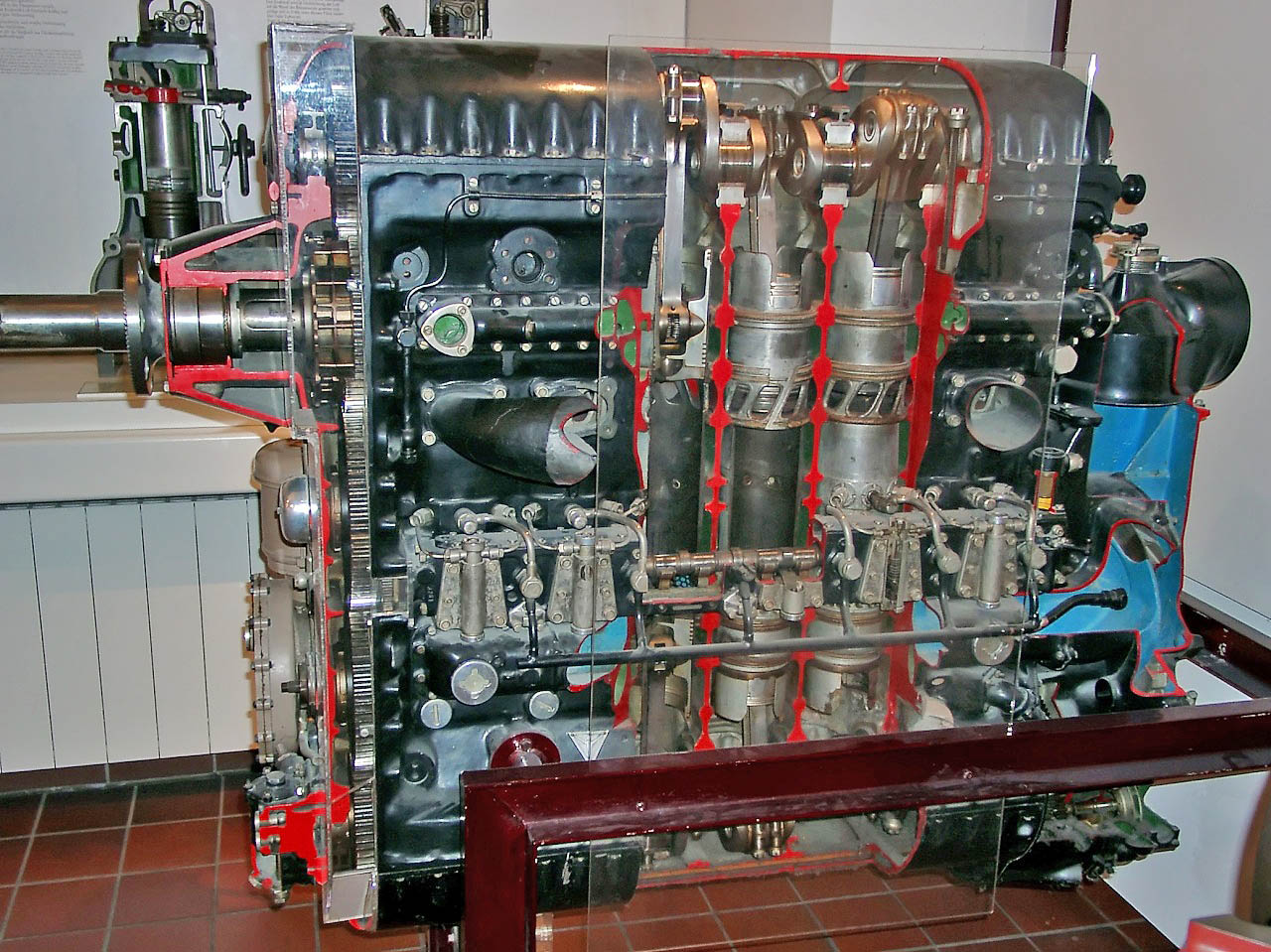
Cylindres opposés du moteur Junkers Jumo 205.

Le moteur à pistons opposés, ou à pistons antagonistes, est un moteur à explosion dans lequel les deux pistons agissent alternativement sur un même cylindre pour faire varier le volume de la chambre de combustion au centre du cylindre. Ce type de moteur a été breveté pour la première fois en 1877 par Ferdinand Kindermann.
La norme allemande DIN 1940 (édition de mars 1958) définissait le moteur à pistons opposés comme un moteur double-piston dont les pistons sont antagonistes.
Encore en 2019, c'est pratiquement toujours un moteur à deux temps. Dans ce moteur, les lumières d'admission et d'échappement se trouvent aux extrémités du moteur, de part et d'autre de la chambre de combustion ; elles sont mises en communication par les pistons quasiment lorsqu'ils sont en extrémité de course. Cela permet un échappement des gaz brûlés et une admission du carburant pratiquement aussi efficaces que dans un moteur à quatre-temps.
Le moteur à pistons opposés peut être décliné en moteur Diesel, moteur à essence ou moteur à gaz.
En raison de sa densité de puissance élevée, le moteur deux-temps à pistons en opposition a équipé des années 1930 aux années 1960 une multitude de navires, de sous-marins, de chars d'assaut (moteur Leyland L60 équipant le FV4201 Chieftain et Kharkov Morozov 6TD) et même d'avions. Les variantes continuent de se multiplier, mais il est de plus en plus souvent remplacé par des moteurs Diesel à quatre-temps suralimentés.
Récemment (en 2010-2011), trois start-ups américaines s'y sont de nouveau intéressées : EcoMotors avec l'OPOC destiné aux camions (150 kW par bloc de deux cylindres et quatre pistons), Achates, et Pinnacle qui développe une version quatre-temps.

## Caractéristiques techniques

### L'échange des gaz (version «deux-temps»)
Le renouvellement des gaz brûlés par du carburant nécessite l'application d'une surpression externe sur chaque piston. On peut l'obtenir par :
- Pré-compression dans le carter ;
- Un compresseur externe (par ex. turbo, compresseur à lobes).

Pour obtenir l'ignition, il faut laisser l'admission ouverte un certain temps, au-delà de la fermeture de l'échappement. Dans les moteurs à cylindre en U, on réalise ce déphasage en faisant tourner la bielle d'échappement d'un angle compris entre 12 et 20°.

### Transformation de mouvement
Il existe de ce moteur des versions avec un ou deux vilebrequins.
- Dans le premier cas, un des pistons est connecté au vilebrequin par une bielle courte, et l'autre par une fourche et une paire de longues bielles.
- Dans le second cas il faut accoupler les deux vilebrequins, par exemple au moyen d'un pignon (comme pour le moteur Junkers Jumo 205), d'une chaîne ou d'une courroie de transmission, ou enfin d'un arbre.

Il y a eu par le passé encore d'autres variantes :
- Les culbuteurs étaient connectés aux pistons et au vilebrequin par une bielle placée sous le cylindre[5].
- Un arbre courait parallèlement à deux cylindres, entraînant à chacune de ses extrémités un piston axial. Ce dernier repoussait via des bielles les pistons l'un vers l'autre[6].

### Exemple de conception et fonctionnement

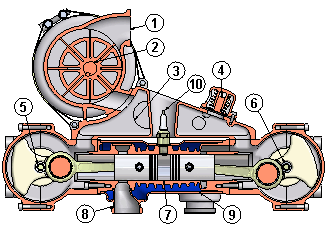
Coupe de principe d'un moteur à cylindres opposés.

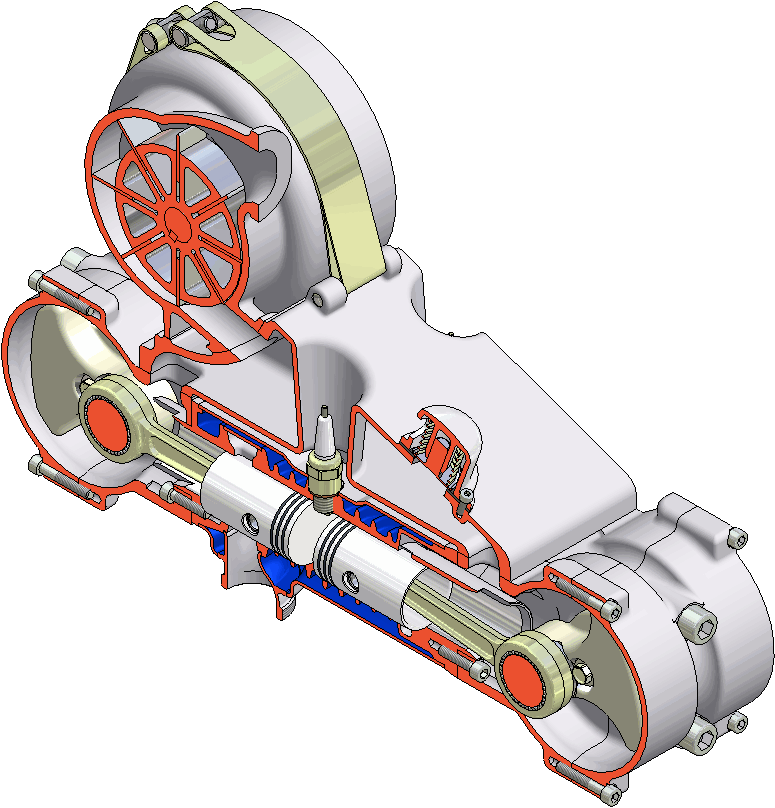
Vue en perspective d'un moteur à cylindres opposés.

Animation du mouvement des pistons

Le moteur dessiné ci-contre est une version simplifiée du moteur de course DKW du constructeur Kurt Bang, du bureau d'études Prüssing. Il en existait deux versions : l'une avec cylindrée de 250 cm3, l'autre d'une cylindrée de 350 cm3. Il comportait deux cylindres et quatre pistons, deux vilebrequins et un compresseur mécanique. Les vilebrequins étaient en prise avec un pignon. Le mélange était assuré par un carburateur, d'où une consommation élevée.
1. Buse d'aspiration du mélange venant du carburateur
2. Compresseur mécanique (ici un compresseur d'avion ; à l'origine un compresseur Zentrix).
3. Chambre de refroidissement pour l'emmagasinement et la redistribution au cylindre
4. soupape de sécurité
5. vilebrequin d'échappement
6. vilebrequin d'admission (incliné d'environ 20° par rapport à l'autre vilebrequin, de façon à créer un déphasage)
7. Cylindre avec les gorges latérales pour l'admission et l'échappement
8. détente, orifice pour l'échappement
9. Circuit de refroidissement
10. Bougie d'allumage

Le compresseur aspire le mélange et l'injecte dans la chambre de précombustion, placée du côté de la détente, ce qui permet au mélange, par conduction thermique, de refroidir quelque peu le piston d'échappement. Une soupape de sécurité évite les surpressions. De là, le mélange est admis dans le cylindre. Après l'allumage, les deux pistons sont chassés vers l'extérieur et communiquent ainsi leur énergie cinétique aux arbres. Le piston d'échappement commence par libérer la rainure d'évacuation des gaz brûlés, faisant chuter la pression, ce qui provoque une accélération de l'évacuation. L'autre piston ne libère qu'ensuite la rainure permettant l'admission du mélange frais dans le cylindre, mélange qui achève de chasser les gaz brûlés résiduels. À mesure que l'orifice d'admission se dégage, celui d'échappement se referme. Le mélange frais s'accumule dans le cylindre, provoquant une suralimentation. Une fois que la lumière l'admission est refermée par le piston, la compression commence.

## Avantages et inconvénients des moteurs à pistons antagonistes

### Avantages comparatifs
- Faibles pertes de chaleur à travers les parois du cylindre, car sa surface est réduite, surtout en fin de course des pistons, où les gaz brûlés sont très chauds ; les parois de la chambre de combustion sont pour l'essentiel masquées par les pistons. Dans un moteur à pistons en opposition, ces derniers s'écartent à la détente, et la surface des parois de la chambre de combustion est à peu près divisée par deux.
- Quasi-insensibilité du couple-moteur à la vitesse de l'arbre – le couple moteur dépend du rendement volumétrique. Avec un moteur deux-temps à un seul piston, le rendement volumétrique dépend fortement de la vitesse angulaire ; ce n'est plus le cas avec un moteur à deux pistons opposés.
- Meilleur échappement : l'allongement de la durée d'échappement permet un renouvellement complet des gaz.
- La séparation des lumières d'admission et d'échappement permet d'asservir très précisément leur ouverture/fermeture au cycle moteur. Cela diminue le gradient thermique entre les pistons et le corps de cylindre, et favorise le mécanisme de va-et-vient.
- Une impulsion tourbillonnaire peut être communiquée à l'air admis, ce qui favorise la carburation ainsi que l'échappement[7].
- Symétrie du mécanisme, ne nécessitant pas d'équilibrage[8].

### Inconvénients inhérents à la conception
- Émission de micro-particules et de monoxyde de carbone par relargage de lubrifiant à travers les canaux d'échappement. C'est très problématique avec des catalyseurs rechargeables. De nouveaux développements (Achates, OPOC) auraient, d'après leurs constructeurs, si bien résolu ce problème (par recours à des huiles de meilleure qualité, et par application d'un film lubrifiant soigneusement dosé), que toutes les normes modernes d'émissions sont respectées sans qu'il soit nécessaire d'ajouter un filtre à particules[9]. Une autre solution consiste à utiliser des pistons auto-lubrifiants en graphite (cf. infra le cas du moteur Golle).
- Consommation d'huile : les causes sont les mêmes que pour l'émission de micro-particules, et la solution est la même ; ce problème peut donc être regroupé avec le précédent.
- Problème d'endurance à cause des fortes montées en température du côté échappement, en particulier du piston[A 1]. Ce problème n'est pas si marqué avec les versions Diesel, car la température des gaz d'échappement est moins élevée. Il est clair que tous les moteurs à haut régime, du fait des sollicitations thermiques et mécaniques intenses, sont affectés par ce problème[10]. La solution passe par un étalement du refroidissement et le recours à des nouveaux matériaux.

- La régularité du régime n'augmente qu'avec le nombre de cylindres ;
- Pour les moteurs à vilebrequin unique (OPOC), masse oscillante plus élevée ;
- Latéralisation de l'admission et de l'échappement. Les problèmes liés à cette asymétrie peuvent être résolus par une optimisation de forme des pistons[9].

## Histoire et utilisations

### Junkers

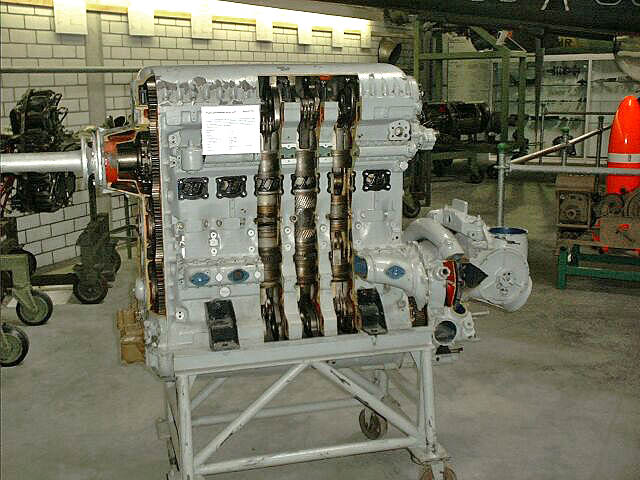
Cylindres opposés du moteur Junkers-Jumo-205.

L'une des premières applications est due à l'industriel Wilhelm von Œchelhäuser qui, en 1892, conçut les moteurs à gaz de la Deutsche Continental Gasgesellschaft (Dessau) sur ce principe. Il fut assisté en cela d'Hugo Junkers. Le moteur carburait au gaz de haut fourneau. Il fut livré en 1896 aux hauts fourneaux de Hörde (Forges Phoenix) à Dortmund. Il développait une puissance de 220 ch pour une génératrice de type dynamo.
Junkers développa l'idée : il conçut sur ce principe des moteurs à essence, puis des moteurs Diesel stationnaires et pour véhicules à très faible consommation.

#### Moteurs d'avions
Le moteur à pistons opposés Junkers Jumo 205, d'une puissance de 880 ch à 2 800 tr/min a été le moteur d'avion Diesel le plus répandu,,. Il est vrai que, rapporté à sa puissance, il était plutôt lourd ; mais grâce à sa faible consommation spécifique, les bombardiers allemands purent battre plusieurs records du monde d'endurance. Sa mise au point fut laborieuse, en particulier à cause de l'échauffement du piston d'échappement.

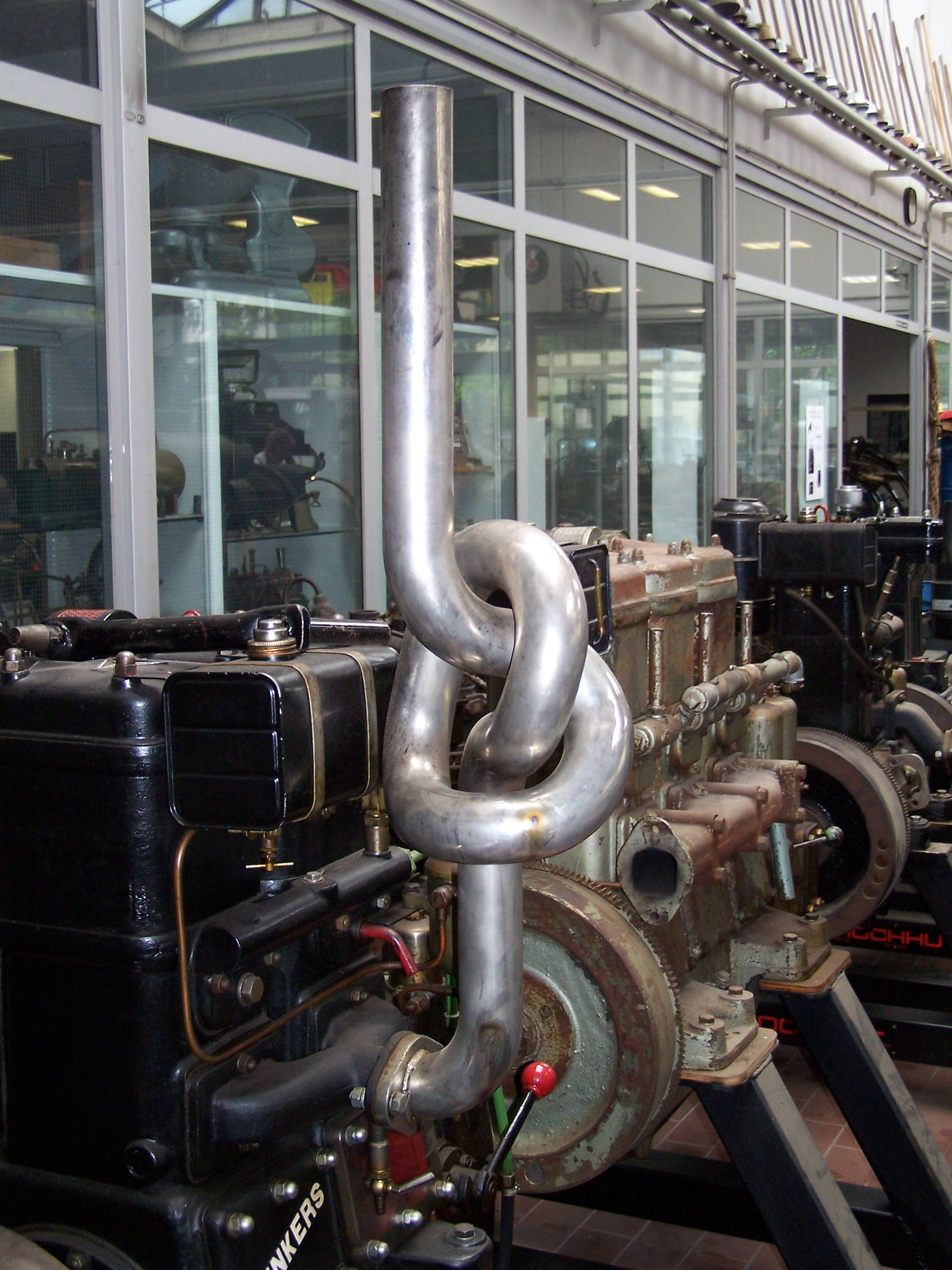
De gauche à droite : un moteur 2 HK 65, un 3 HK 65 et un 1 HK 65.

#### Moteurs pour petites unités
Les moteurs Diesel à pistons opposés Junker de la série « HK », produits entre 1930 et 1980 selon le principe de la modularité, d'une cylindrée unitaire de 700 cm3, ont été essentiellement utilisés pour les génératrices électriques et les moteurs embarqués. C'étaient des moteurs mono, bi ou tri-cylindres, pouvant développer de 8 à 38 ch,. Les moteurs de camions ont ensuite été produits par Krupp sous licence, avant d'être supplantés par les deux-temps à soupape d'échappement, à cause de l'encrassement de l'échappement.
Jusqu'en 1945, les Diesels à pistons opposés de Junkers-Dieselkraftmaschinen GmbH étaient fabriqués à Chemnitz. Après la division de l'Allemagne, cette usine échut au combinat Diesel-Kraftmaschinenwerk Karl-Marx-Stadt qui poursuivit la fabrication de la série « HK 65 » sous la marque NZD 9/12. Ces moteurs équipaient des navires comme source principale ou auxiliaire de puissance ; mais l'usine produisait aussi des mono-cylindres pour des machines de moindre puissance : rouleaux compresseurs, machines de dragage, toupies à béton, tracteurs ou locomotives. Ils ont été en outre utilisés pour des pompes et des générateurs de secours. C'était d'ailleurs à la demande de l'URSS que la RDA produisait autant de moteurs à deux-temps : l'Allemagne n'en utilisait plus guère ; et lorsqu'en 1980 la production en fut abandonnée, le combinat a continué de fournir des pièces de rechange jusqu'en 1989.

### Le moteur DKW des motos de compétition
Avant la Seconde Guerre mondiale, DKW tenta d'équiper une moto de course avec un moteur deux-temps à pistons opposés de 250 cm3, à carburateur Zoller. Il en restait encore quelques exemplaires après la guerre : les DKW GS250. Le pilote Kurt Kuhnke (1910 – 1969), qui en avait récupéré un, courut sous sa propre bannière (ses débuts de sportif datent de 1950) avec ce qu'on appelait alors une « KS1 ». Son moteur chauffait beaucoup, ce dont Kuhnke s'aperçut dès la première course. La puissance du moteur de 250 cm3 était d'environ 45 ch à 7 000 tr/min. L'adhésion de l'Allemagne à la Fédération Internationale de Motocyclisme (FIM) sonna le glas de la carrière sportive du moteur DKW : après la guerre, la FIM interdit les moteurs à compresseur dans les compétitions.
En 1989, une équipe d'ingénieurs du département Véhicules de l'université de technologie de Darmstadt s'est assignée pour objectif, sous la houlette des experts en restauration Herrmann Herz et Bert Breuer, de faire du légendaire moteur DKW une machine stable thermiquement. Leurs recherches ont abouti en deux ans à faire du DKW à pistons opposés un moteur de 250 cm3 développant 65 ch, soit 20 ch de plus ce qui avait été obtenu à la grande époque du DKW.

### Moteur Napier Deltic

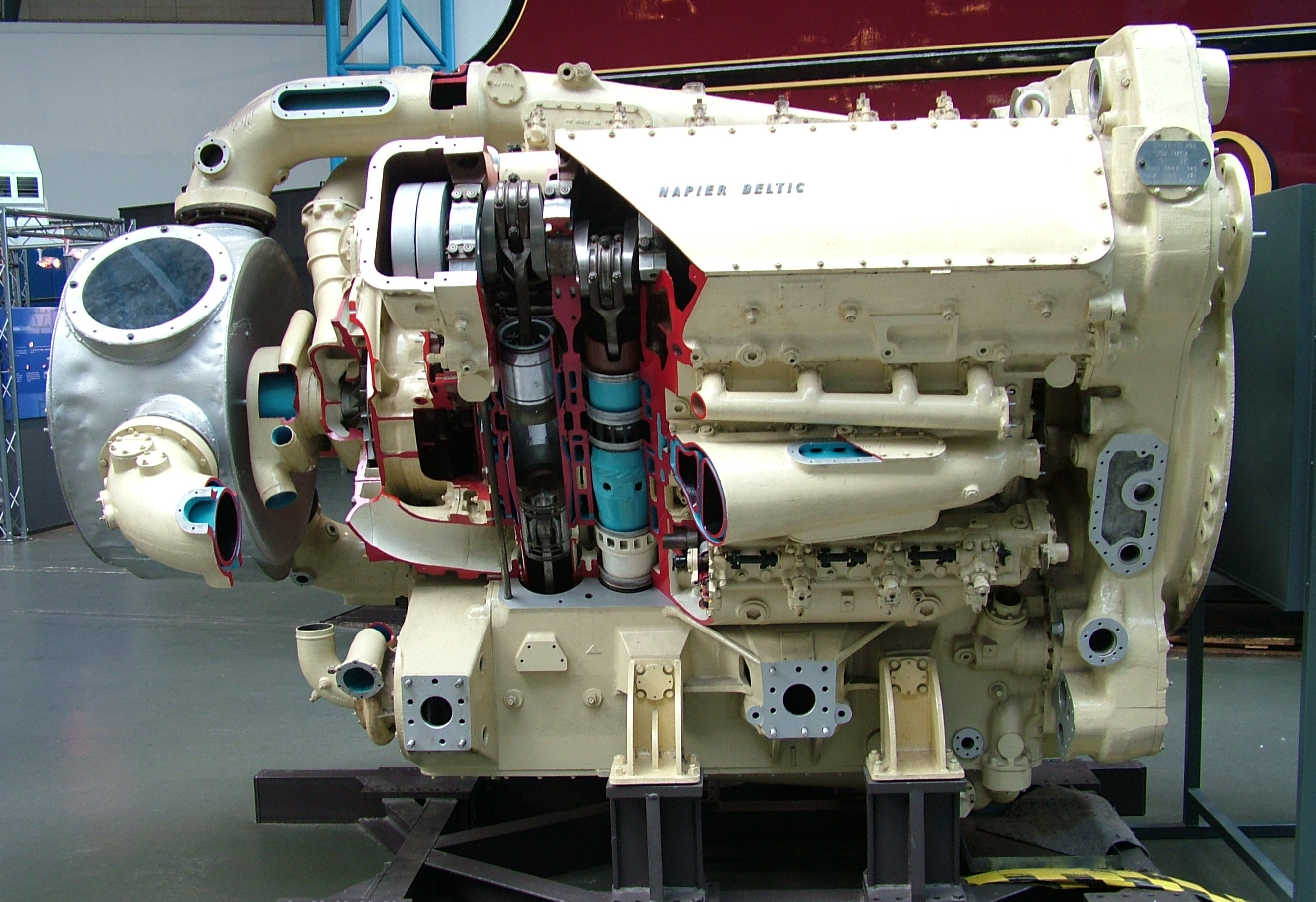
Moteur Napier Deltic pour locomotive.

Fonctionnement.

Le moteur Diesel Napier Deltic du constructeur britannique Napier & Son, apparu sur le marché vers 1950 et commercialisé jusque dans les années 1980, constitue une forme très particulière du moteur à pistons opposés : fondé sur le Napier-Culverin produit sous licence Junkers, ce moteur compact était destiné à équiper des vedettes rapides et des locomotives, et développait une puissance de 3 000 ch. Il comportait trois vilebrequins, 18 cylindres et 36 pistons et nécessite une soufflante à l'admission pour chasser les gaz brûlés.
Le nom « deltic » vient de son architecture en lettre Delta (Δ).

### Autres types de moteurs à cylindres opposés
En 1898, l'ingénieur Lucian Vogel de MAN-Nuremberg a conçu un moteur Diesel bi-cylindre quatre-temps de ce type (le Kutschenwagen-Motor de 5 ch). Il n'a toutefois jamais été commercialisé.
Bien d'autres constructeurs se sont attaqués à ce type de moteur au cours du XXe siècle : Commer (avec une conception unique -et très britannique- : les pistons opposés étant connectés à de très gros culbuteurs attelés sur un vilebrequin unique , un moteur surnommé Knocker  - esprit frappeur - en raison de son martellement mécanique très caractéristique) Compagnie Lilloise des Moteurs, Doxford, Fairbanks-Morse, Gobron-Brillié, British Leyland, Krupp, Napier, Rolls-Royce et Sulzer : ce fut le plus souvent pour des génératrices, des navires et sous-marins et des locomotives, mais parfois aussi des camions, des voitures et des motocyclettes. Ils ont parfois équipé des chars d'assaut : tel était le cas pour le char Chieftain britannique, motorisé par un six-cylindres à pistons opposés (le Leyland L60) et un trois-cylindres comme moteur auxiliaire (Leyland H30). Le T-64 soviétique était lui aussi équipé d'un moteur cinq-cylindres à pistons en opposition.
Le moteur à piston opposés dix-cylindres verticaux 10D100, développant 3 000 ch, a été très utilisé dans les locomotives Diesel de la série SŽD 2TE10L des ateliers ferroviaires de Louhansk.

## Développements récents

### L'OPOC d'EcoMotors

Schéma d'un moteur OPOC à pistons opposés.

Ce moteur américain, dont l'acronyme « OPOC » signifie « Opposed Piston Opposed Cylinder », présente deux grandes particularités :
1. deux pistons à plat, avec le vilebrequin commun placé entre eux (cylindres opposés), soit un bicylindre quatre pistons à plat ;
2. la transmission du piston extérieur actionne des bielles de traction allongées.

Le vilebrequin ne subit la résultante des forces transmises par les bielles de traction et de compression (qui se compensent mutuellement) que par des roulements. Cela modère la compression sur les roulements, ce qui facilite leur réalisation. Le choix de pistons en opposition présente l'avantage de raccourcir le vilebrequin et d'équilibrer les masses tournantes,.
Ses autres particularités sont :
- son compresseur à entraînement électrique est piloté électroniquement, ce qui permet d'adapter la compression à chaque régime ;
- son accouplement électronique permet de connecter un moteur de deux modules (ou davantage) au vilebrequin. En cas de charge partielle, l'accouplement ne fait tourner qu'un des modules, ce qui confère un rendement optimal. Cela vient de ce qu'on élimine les pertes thermiques (dues au tourbillonnement des gaz ou frottement des pistons) du module inactif, ce qui augmente la compression et le rendement thermodynamique du module actif. Cette modularité est irréalisable avec un moteur quatre-cylindres conventionnel, car on perdrait l'équilibre des masses et cela entraînerait des vibrations excessives[28] ;
- le problème du refroidissement des pistons est résolu en ménageant des canaux de lubrification à la périphérie des pistons[28].

Le développement a été assuré à l'origine par Advanced Propulsion Technologies Inc., qui détient par ailleurs le brevet. Il s'agit d'un projet financé par la DARPA, qui y voit des applications importantes pour les hélicoptères militaires, les blindés, les camions ou les génératrices de campagne. Trois variantes ont été mises à l'étude : une version de 10 kW et 6 kg, une de 30 kW et 18 kg (par accouplement de trois modules de 10 kW) et une de 242 kW et 204 kg.
En 2010, l'Américain Bill Gates a investi 23,5 millions de dollars en faveur d'EcoMotors International,.
Au mois de février 2011, le fabricant de camions Navistar International s'est associé à EcoMotors pour développer un moteur Diesel compressé,,.
Au mois d'avril 2011, le constructeur automobile chinois Djongding a déclaré s'associer à EcoMotors et lancé la production en série de moteur de camion Opoc.
De 2013 à 2017, EcoMotors International en développait des applications civiles,.

### Moteur Achates Power
Achates est un bureau d'étude de Californie qui a conçu un moteur à pistons opposés à deux vilebrequins, réducteur et compresseur,.
Selon Achates, le nombre de cylindres optimal serait de trois car cela équilibre les pressions dans le compresseur et évite le renvoi de gaz d'un cylindre qui vient juste de s'ouvrir dans un cylindre déjà ouvert ; toutefois le moteur d'Achates est un moteur bi-cylindre.
Un embrayage permet d'adapter la vitesse de rotation de l'arbre moteur selon le régime, ce qui, dans l'état de la technique, s'accompagne d'une baisse de consommation de 15–20 % par rapport à un moteur diesel.
Selon certaines sources,, Achates serait parvenu, par une connaissance fine du cheminement de l'huile et un dosage précis du carburant, à réduire fortement les émissions de dioxyde de carbone, qui sont d'ailleurs déjà faibles dans un moteur quatre-temps.
La chambre de combustion affecte, au moment de l'ignition, la forme d'un ellipsoïde de révolution, aux extrémités duquel deux injecteurs distribuent le mélange : cette cambrure du cylindre est obtenue par un profilage particulier des pistons, qui repoussent les parois du cylindre dans leur translation. Cela réduit la surface effective de la chambre de combustion et donc, les pertes par échange thermique avec l'extérieur.
Le recours à deux injecteurs permet d'alterner l'injection de deux mélanges distincts et ainsi d'optimiser le cycle de pression et de température.

### Moteur Pinnacle
Pinnacle développe un moteur quatre-temps à deux vilebrequins : avec un moteur à pistons opposés, cela impose de positionner les soupapes d'admission et d'échappement au centre du cylindre, au-delà de la course extrême des deux pistons. La solution trouvée par Pinnacle consiste à former le cylindre de deux tubes, serrés l'un contre l'autre par un collier étanche. Un des tubes s'ouvre à l'admission (l'autre à l'échappement) par une manchette découvrant une fente périphérique (sleeve-valve) : cela donne favorise l'échappement et la consommation d'huile, au prix d'un moteur plus lourd et plus complexe. Le moteur fonctionne par ailleurs selon le « cycle de Cleeves », qui reprend le principe du moteur Otto ou diesel suivant les circonstances.

### Le moteur d'avion Diesel Gemini-100/125
La compagnie britannique Powerplant Developments a développé un moteur d'avion trois-cylindres à pistons opposés. Ses principaux avantages sont sa légèreté, sa compacité, sa consommation réduite, liés à des intervalles de recouvrement plus longs et à la possibilité d'utiliser du kérosène. Dans ses deux variantes, ce moteur développe 100 à 150 ch.

### Le moteur allemand Golle

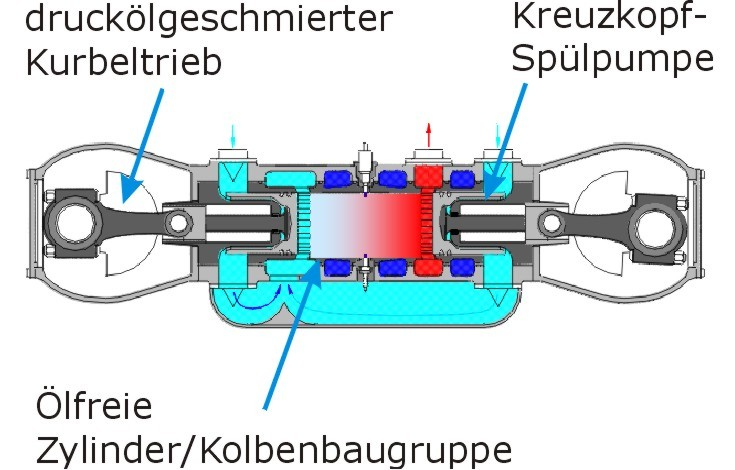
Moteur Golle à pistons opposés

Le moteur Golle est un moteur à pistons opposés dont les deux vilebrequins sont connectés par un pignon. Les bielles sont connectées aux pistons par cardans et brimbales. Cette transmission de mouvement est rendue étanche à l'air et l'huile du cylindre par un carter. Le volume entre le cardan et les deux pistons connectés fait compresseur d'air à clapets. Le pistons ne sont pas lubrifiés à l'huile, d'où plusieurs avantages :
- moins de particules fines dans les gaz d'échappement,
- faible consommation d'huile, pas d'altération de l'huile (lubrification garantie à vie)
- se passer d'un compresseur externe, sauf si l'on veut pousser le rendement.

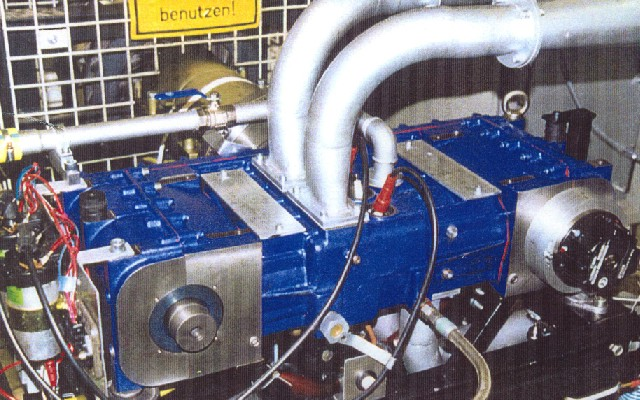
Moteur au banc d'essai.

Les bagues de piston sont en graphite à grain fin, léger et auto-lubrifiant, et dont la stabilité thermique (jusqu'à 2 500 °C) résout le problème d'échauffement à l'échappement.
Ce moteur, de par la symétrie et le petit nombre de pièces, est facile à produire. Il était en juin 2009 encore en phase de mise au point (Juin 2009), notamment pour améliorer la résistance des pistons en graphite.

### Ateliers Malychev
L'entreprise ukrainienne Malychev produit un moteur à pistons opposés, le 6TD-2 pour le char T-84, qui développe 1 200 ch, pèse 1,2 t et consomme 218 g/kWh de gazole. Il est conçu comme un moteur polycarburant. De même le moteur 10D100 développant 3 000 ch pour la motrice 2TE10U par exemple.

### Diesel Air Limited
L'entreprise britannique Diesel Air Limited a développé un moteur Diesel d'avion à pistons opposés de 100 ch. Comme le moteur Junker, il comporte deux vilebrequins accouplés par un pignon d'engrenages. Avec une capacité de 1,8 l, il nepèse que 93 kg.